# Ampelisca latifrons
Ampelisca latifrons är en kräftdjursart. Ampelisca latifrons ingår i släktet Ampelisca och familjen Ampeliscidae. Inga underarter finns listade i Catalogue of Life.